# César Combina
César Augusto Combina Salvatierra (San Borja, 3 de noviembre de 1987) es un antropólogo, columnista y político peruano. Fue congresista de la república por Junín durante el periodo 2020-2021.

## Biografía
Nació en el distrito de San Borja, ubicado en la ciudad de Lima, el 3 de noviembre de 1987. Es hijo de César Combina Gonzáles y de Gabriela Salvatierra Combina.
Entre 2005 y 2010, cursó la carrera de Antropología en la Pontificia Universidad Católica del Perú y obtuvo el título respectivo. Desde el 2009 se desempeñó en el sector público como asesor y consultor tanto en Lima como en Huancayo. Desde el 2014, es catedrático de la Universidad Continental de esta última ciudad.
Durante sus estudios en la Pontificia Universidad Católica del Perú, ocupó diversos cargos de representación estudiantil: presidente del Centro Federado de Estudios Generales Letras (2006), representante ante la Asamblea Universitaria (2007) y representante en el Consejo de la Facultad de Ciencias Sociales (2009). En 2011, por unanimidad, fue des federado del gremio de estudiantes por las faltas de corrupción y difamación.

## Carrera política
César Combina incursiona en el ámbito político cuando se afilió al Partido Popular Cristiano en el año 2006 y postuló como regidor del distrito de Punta Negra por la alianza Unidad Nacional, sin embargo, no resultó elegido. Intentó ser también regidor de la ciudad de Lima en 2010 sin éxito.
En febrero del 2014, Combina decide renunciar al PPC tras discrepancias internas y luego ese mismo año se afilia al partido fujimorista Fuerza Popular, donde luego se presenta como candidato a la presidencia del Gobierno Regional de Junín en las elecciones regionales del 2014. Culminando las elecciones, Combina quedó en el cuarto lugar de las preferencias tras el triunfo de Ángel Unchupaico. En 2015, Combina decide renunciar a Fuerza Popular tras las acusaciones contra Keiko Fujimori por delitos de corrupción.
En las elecciones regionales del 2018, Combina se presentó nuevamente como candidato a la presidencia del Gobierno Regional de Junín y esta vez por el Movimiento Regional Caminemos Juntos por Junín. Durante la campaña compitió contra Vladimir Cerrón de Perú Libre, quien luego resulta elegido como gobernador regional para el periodo 2019-2022.
A finales del 2021, Combina se afilia nuevamente al partido Fuerza Popular para participar en las elecciones regionales y municipales del 2022, anunciando su precandidatura a la alcaldía de Lima; sin embargo, por decisiones del partido, decidió apoyar a un candidato para evitar que Lima caiga en manos de la Izquierda y el Populismo. En estas elecciones, Combina y el partido apoyaron al candidato Rafael López Aliaga de Renovación Popular, y se presentó como candidato a la alcaldía del distrito de San Isidro, quedando en segundo lugar en estos comicios.

### Congresista de la República
En diciembre del 2019, Combina se afilia al partido Alianza para el Progreso de César Acuña y posteriormente se presenta como candidato al Congreso de la República en las elecciones parlamentarias del año 2020 representando a su natal Junín. Finalmente Combina logra obtener un cargo público, al ser elegido como congresista de la república con 26,378 votos. Luego en marzo del mismo año, Combina juramentó para completar el disuelto periodo parlamentario 2016-2021.
Durante su gestión parlamentaria, ejerció como vicepresidente de la Liga Parlamentaria Perú-Chile y como presidente de la Comisión de Producción. Fue también vocero de la bancada de Alianza para el Progreso en noviembre del 2020. Combina también se mostró a favor de la vacancia presidencial contra Martín Vizcarra durante los dos procesos que se dieron para ello. El segundo de los cuales terminó sacando a Vizcarra del poder por su incapacidad moral y Combina fue uno de los 105 parlamentarios que votó a favor de la vacancia presidencial.
Al culminar su gestión, Combina decidió postular al Parlamento Andino en las elecciones del 2021 tras la prohibición de la reelección inmediata de congresistas. Sin embargo, no logró tener éxito y luego en noviembre del mismo año decidió renunciar a APP tras discrepancias con la dirigencia del partido por el gobierno de Pedro Castillo.
Actualmente se encuentra afiliado al partido político Avanza País desde el año 2024.

## Controversias
César Combina manifestó su ferviente oposición al partido político Perú Libre, argumentando que abandonó su nación natal debido a desacuerdos ideológicos con los partidarios de la izquierda política. Además, recalcó su deseo de que el Perú se retire de la Convención Americana sobre Derechos Humanos.
En el año 2021, Bertha Rojas López, madre de político Vladimir Cerrón, interpuso una denuncia por difamación contra Combina en agravio de su esposo. En la referida denuncia, Rojas López señaló que Combina habría realizado imputaciones que vincularían a su cónyuge con una organización de carácter terrorista.

### Denuncia por cobro ilegales
En el año 2024, César Combina fue denunciado ante el Ministerio Público por el delito de tráfico de influencias agravado tras ser sindicado de haber realizado cobros a los alcaldes de las regiones de Junín y Huancavelica a cambio de hacer las gestiones correspondientes para que proyectos de dichas localidades sean incluidos en la Ley de Presupuesto 2021. Pese a los indicios, la denuncia fue también confirmada por el excongresista Omar Chehade, a quien luego Combina anunció que lo denunciaría penalmente de una supuesta difamación. Sin embargo, Combina luego terminó afirmando en una entrevista que recibió el cobro de un alcalde cuando se desempeñaba como congresista.